# Andrena viridigastra
Andrena viridigastra är en biart som beskrevs av Morawitz 1876. Andrena viridigastra ingår i släktet sandbin, och familjen grävbin. Inga underarter finns listade i Catalogue of Life.